# Leroy Jenkins
Leroy Jenkins (Chicago, Illinois, 11 de Março de 1932 – Brooklyn, Nova Iorque, 24 de Fevereiro de 2007) foi um compositor de jazz, violinista e intérprete de viola norte-americano. Foi um dos impulsionadores do movimento "free jazz".
Jenkins já tocava Violino na igreja local, a Ebenezeer Baptist Church. Os sons dos espirituais ainda remanescem na sua música. Depois de se formar na Florida A&M University, tornou-se professor de música. Ficou no Sul durante os 10 anos seguintes, voltando para Chicago em 1965.
Envolveu-se na "Associação para o Avanço dos Músicos Criativos" (AACM) enquanto era professor numa escola pública de Chicago. Durante esta época actuou e gravou com Muhal Richard Abrams, Leo Smith e Anthony Braxton. Jenkins considera que esta união marcou a primeira vez que um violinista era realmente bem-vindo em actuações de música criativa.
Em 1969 foi para Paris com Anthony Braxton e Leo Smith, e os três com Steve McCall fundaram a "Companhia de Construção Coletiva". As suas actuações de 1970, em Nova Iorque, deram aos nova-iorquinos o sabor da nova música que os músicos de Chicago estavam a criar.
Jenkins continuou a trabalhar com músicos de primeira, como Archie Shepp, Albert Ayler, Alice Coltrane, Mtume, Cal Massey, para só nomear alguns, mas foi com o "Revolutionary Ensemble" (co-fundado com o baixista Sirone e o baterista Jerome Cooper que ganhou proeminência como o mais significante violinista da era moderna.
Quando deixou o "Revolutionary Ensemble" formou um trio com Anthony Davis e Andrew Cyrille.
Em 1987 fez uma tournée pela Europa enquanto membro do grupo de Cecil Taylor.
Leroy trabalhou em múltiplos contextos. As suas gravações em "Tomato", "Space Minds", "New Worlds" e "Survival in America" foram recebidas com entusiasmo. Actuos a solo, a trio e em quinteto, bem como em dueto com Oliver Lake.
Mais recentemente, ganhou reconhecimento por trabalhos em teatro musical, tais como
- The Mother of Three Sons (escrito em colaboração com Ann T. Greene).
- Fresh Faust (em colaboração com Ann T. Greene).
- The Negros Burial Ground (em colaboração com Ann T. Greene).
- The Three Willies (em colaboração com Homer Jackson).

Faleceu aos 74 anos, em Brooklyn, Nova Iorque em consequência de um cancro pulmonar.